# Club de Deportes Badminton
El Club de Deportes Badminton fue una institución deportiva de Chile fundada el 10 de julio de 1912 en el barrio de Recoleta, en la ciudad de Santiago, bajo la denominación de «Santiago Badminton Football Club». Si bien participó en otros deportes, su actividad principal fue el fútbol.
Fue uno de los ocho clubes fundadores de la Primera División de Chile en 1933, y participó en dicha categoría en forma ininterrumpida hasta 1949, año en que ocupó el último puesto. Para evitar el descenso, se fusionó con Ferroviarios —campeón de la División de Honor Amateur— para formar al Club Deportivo Ferrobádminton.
Luego de disolverse la fusión a fines de 1969, el club se trasladó a Curicó, en donde formó parte de los campeonatos nacionales de la Segunda División hasta 1971, año en que terminó en el fondo de la tabla de posiciones. Tras fallar en su repostulación a la segunda categoría, en 1973 el club fue disuelto, y su franquicia aprovechada para fundar una nueva institución con el nombre de Curicó Unido.

## Historia

### Amateurismo

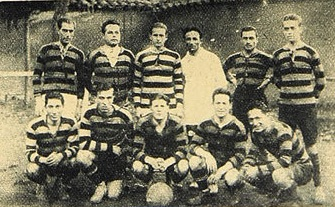
Formación de Santiago Badminton F. C., en 1924.

El «Santiago Badminton Football Club» fue constituido el 10 de julio de 1912 en el barrio de Recoleta, en la ciudad de Santiago. Entre los fundadores de la institución es posible mencionar los nombres de Gustavo Prieto, Álvaro Díaz, Hernán Silva, Jorge Astaburuaga, Fernando Covarrubias, Enrique Morandé, Jorge Salas, Luis Luco, Francisco García y Antonio Subercaseaux.
Fue en la cancha del Seminario de Santiago donde el club disputó su primer partido amistoso, oportunidad en la que el equipo titular estuvo conformado por García, Rodríguez, Astaburuaga, Covarrubias, Silva, Recabarren, Prieto, Díaz, Subercaseaux, Salas y Pérez. En la reserva en tanto aparecían Cardemil, Luco y Morandé.
La institución se inscribió en la Liga Santiago, para luego pasar a ser fundador de la Liga Metropolitana en 1917, y finalmente llegó a la Asociación de Football de Santiago, en donde se caracterizó por su presencia constante en los diversos campeonatos, pese a no lograr grandes triunfos deportivos. En 1927 pasó a formar parte de la Liga Central de Football, y en 1930 volvió a la refundada Asociación de Football de Santiago. Ese mismo año cambió su denominación a «Club de Deportes Badminton».

### Comienzos en el fútbol profesional
En 1933, el club, junto a Magallanes, Colo-Colo, Unión Deportiva Española, Audax Italiano, Morning Star, Green Cross y Santiago National, dieron vida a la Primera División de Chile de la Liga Profesional de Football (LPF) con la disputa del Campeonato de Apertura 1933 o Copa César Seoane. En dicho torneo, Badminton resultó eliminado en la primera fase, no obstante, esto le permitió participar y convertirse en campeón del Torneo de Consuelo. Luego, en el primer campeonato de fútbol profesional disputado en Chile, Badminton ocupó el tercer lugar, por debajo de Magallanes y Colo-Colo, con 9 puntos. En esos años destacaba la línea ofensiva del equipo, conocida por los apodos de «rodillo» y «ciclón», compuesta por Teodosio Aguirre, los hermanos Carlos y Manuel Arancibia, Felipe Saldívar, Juan Muñoz y Miranda.
En 1934, con el campeonato nacional extendido a doce equipos, Badminton se posicionó en el sexto lugar, con 13 puntos. En el torneo siguiente, con solo seis equipos en competencia, Badminton alcanzó nuevamente el tercer lugar, y en el de 1936, compuesto por seis equipos, llegaría al penúltimo puesto. En 1937, 1938 y 1939 Badminton ocupó la sexta posición.
En 1939 destacó la pareja delantera derecha del equipo, compuesta por Gustavo Pizarro y Juan Muñoz. En agosto de ese año la Asociación Central de Fútbol (ACF) preparó un equipo mixto en miras a la visita de un combinado de los cuadros argentinos de River Plate e Independiente, en donde fueron llamados. Fueron las figuras del encuentro, y Muñoz marcó los dos tantos, tras habilitación de Pizarro, con que el equipo de la Central derrotó al elenco bonaerense.

### Irregulares campañas en Primera

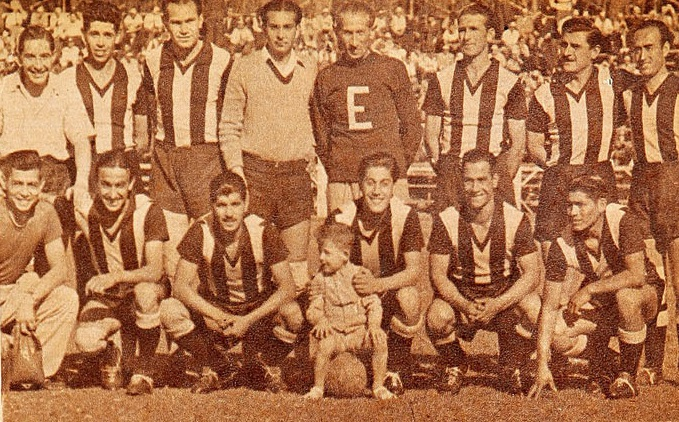
Formación de Badminton en 1945.

La década de 1940 comenzó con el equipo en la octava en 1940 y la décima y última en 1941 con solo 10 puntos, sin embargo, en dicho año disputó un partido menos, pues nunca se jugó el compromiso contra Colo-Colo, campeón invicto de ese año. En los años posteriores, el club continuó deambulando en irregulares posiciones: en 1942 ocupó el octavo puesto y en 1943 el séptimo.
En 1944, aunque luego de las tres primeras fechas del campeonato oficial el «rodillo» se encontraba puntero y en calidad de invicto, finalizó el torneo en la última posición, por lo que debió disputar el derecho de permanencia en la máxima categoría con el campeón de la División de Ascenso Bernardo O'Higgins, en lo que fue la primera definición de ascenso en el fútbol profesional chileno.
Badminton venció por 3 a 1 a Bernardo O'Higgins, sin embargo, al día siguiente los dirigentes del conjunto derrotado presentaron un reclamo ante la Asociación Central de Fútbol (ACF) para que Badminton fuera despojado de los puntos al haber alineado en la formación titular a Carlos Atlagic, quien estaba castigado por la asociación. El directorio de la ACF acordó entonces repetir el encuentro, realizado en el Estadio de Carabineros, y que finalizó en un empate a 1 tanto, lo que permitió al conjunto «aurinegro» seguir en Primera División.
La temporada 1945, a pesar de las buenas actuaciones del arquero Misael Escuti, y de la línea defensiva compuesta por Cecilio Ramírez, Alberto Caballero y Carlos Atlagic, vio como el equipo nuevamente ocupaba el último lugar de la tabla. La escuadra de Badminton no descendió ya que se decidió ampliar a trece los clubes en la 1946, con la incorporación del campeón de la División de Ascenso Iberia. En dicho año, el equipo, que tuvo que disputar una tercera rueda con las instituciones ubicadas en la parte baja de la tabla,  obtuvo buenos resultados en la última fase del campeonato.
En 1947, de la mano de las actuaciones del arquero René Quitral y de la dirección técnica del argentino José Pérez, Badminton tuvo un repunte en su rendimiento que lo llevaron a la séptima ubicación en el torneo nacional. No obstante, al año siguiente, y luego de una importante fuga de jugadores, volvió a los últimos lugares de la tabla al ocupar el penúltimo puesto del campeonato.

### Última temporada en Primera y fusión con Ferroviarios

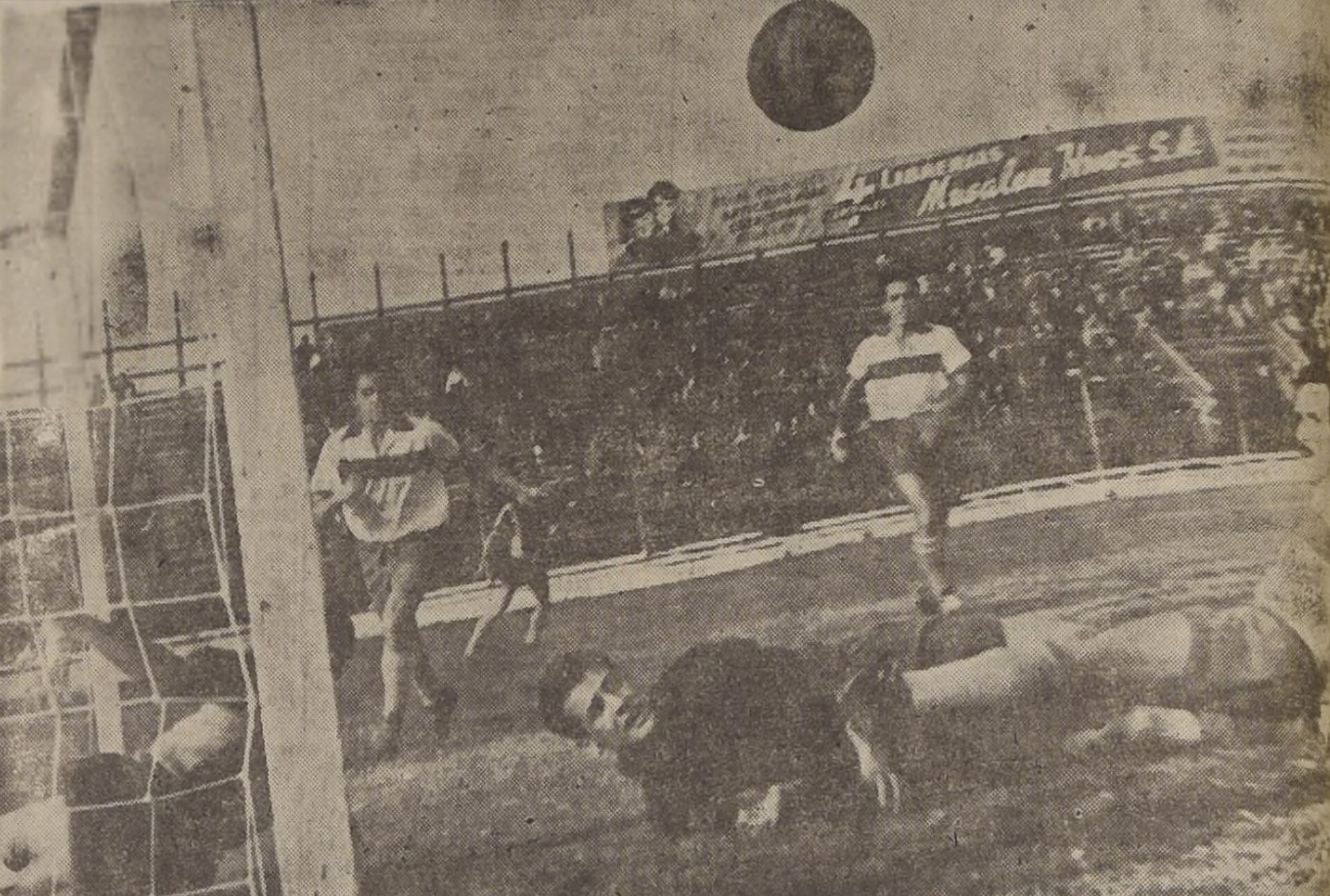
Final del Torneo de Consuelo 1949. Universidad Católica se impuso por 3-2 a Badminton.

En 1949 perdió en la primera fase de la Copa de Preparación, sin embargo, disputó la final del Torneo de Consuelo ante Universidad Católica, inclinándose por 2:3. Pese lo anterior, finalizada la primera rueda del torneo oficial, el cuadro «aurinegro» se encontraba en el último puesto sin haber ganado ni un solo punto, y con unos 50 jugadores distintos utilizados en once encuentros. Para la segunda rueda, el equipo mejoró en algo sus presentaciones y pudo obtener dos triunfos y tres empates, pero no pudo salir del fondo de la tabla de posiciones.
Aunque en enero de 1950 la Asociación Central de Fútbol ratificó el descenso de Badminton, y el ascenso de Ferroviarios, campeón de la División de Honor Amateur 1949, ambas instituciones, con la venia de la ACF, se fusionaron para formar al Club Deportivo Ferrobádminton, el 23 de febrero de 1950.

### Traslado a Curicó y desaparición
La fusión entre Badminton y Ferroviarios quedó sin efecto el 8 de enero de 1969. Mientras que Ferroviarios siguió en Santiago, Badminton se trasladó a la ciudad de Curicó, cuyos anteriores clubes representantes —Alianza y Luis Cruz Martínez— no pudieron subsistir en el profesionalismo. Así, el club se refundó como «Bádminton de Curicó» el 20 de febrero de 1970, se afilió a la asociación curicana en marzo del mismo año y debutó en esa misma temporada en el campeonato de Segunda División de Chile 1970. En su retorno el club no realizó una buena campaña, y finalizó a un punto de los tres colistas del campeonato: Ñublense, Municipal y Santiago Morning.
En 1971 Bádminton de Curicó terminó como colista absoluto, lo que forzó a la institución a abandonar el fútbol profesional. Al año siguiente la institución intentó repostular a Segunda División, pero su propuesta fue rechazada a favor del Club Deportivo Aviación, representante de la Fuerza Aérea de Chile.
En el año 1973 los dirigentes de la época consideraron que la institución no representaba bien a la ciudad, por lo que tomaron la decisión de disolver al club y, ocupando su franquicia y derechos para ejercer como institución, fundaron una nueva entidad con el nombre de Curicó Unido.

## Uniforme
El club utilizaba camisetas de color amarillo y negro. Primero eran a líneas horizontales, y luego se transformaron en verticales.
| 1923 | 1941-42 | 1942-43 | 1946 | 1947 | 1947 | 1948 | 1949 |

## Estadio
En su época amateur el club utilizó la cancha ubicada en la avenida Seminario en Providencia, para luego trasladarse a la cancha ubicada en terrenos de los Dominicos en Recoleta.
Una vez trasladado a Curicó, el cuadro efectuó de local en el Estadio La Granja.

## Datos del club
- Temporadas en Primera División: 17 (1933-1949).
- Temporadas en Segunda División: 2 (1970-1971).
- Mayor goleada conseguida:
  - En campeonatos nacionales de Primera División: 10:2 a Santiago Morning en 1938.[13]
  - En campeonatos nacionales de Segunda División: 13:0 a Lister Rossel en 1971.
- Mayor goleada recibida:
  - En campeonatos nacionales: 0:7 de Colo-Colo en 1939[14] y de Unión Española en 1948.
- Mejor puesto en Primera División: 3° (1933).
- Peor puesto en Primera División: 12º (1949).

## Jugadores

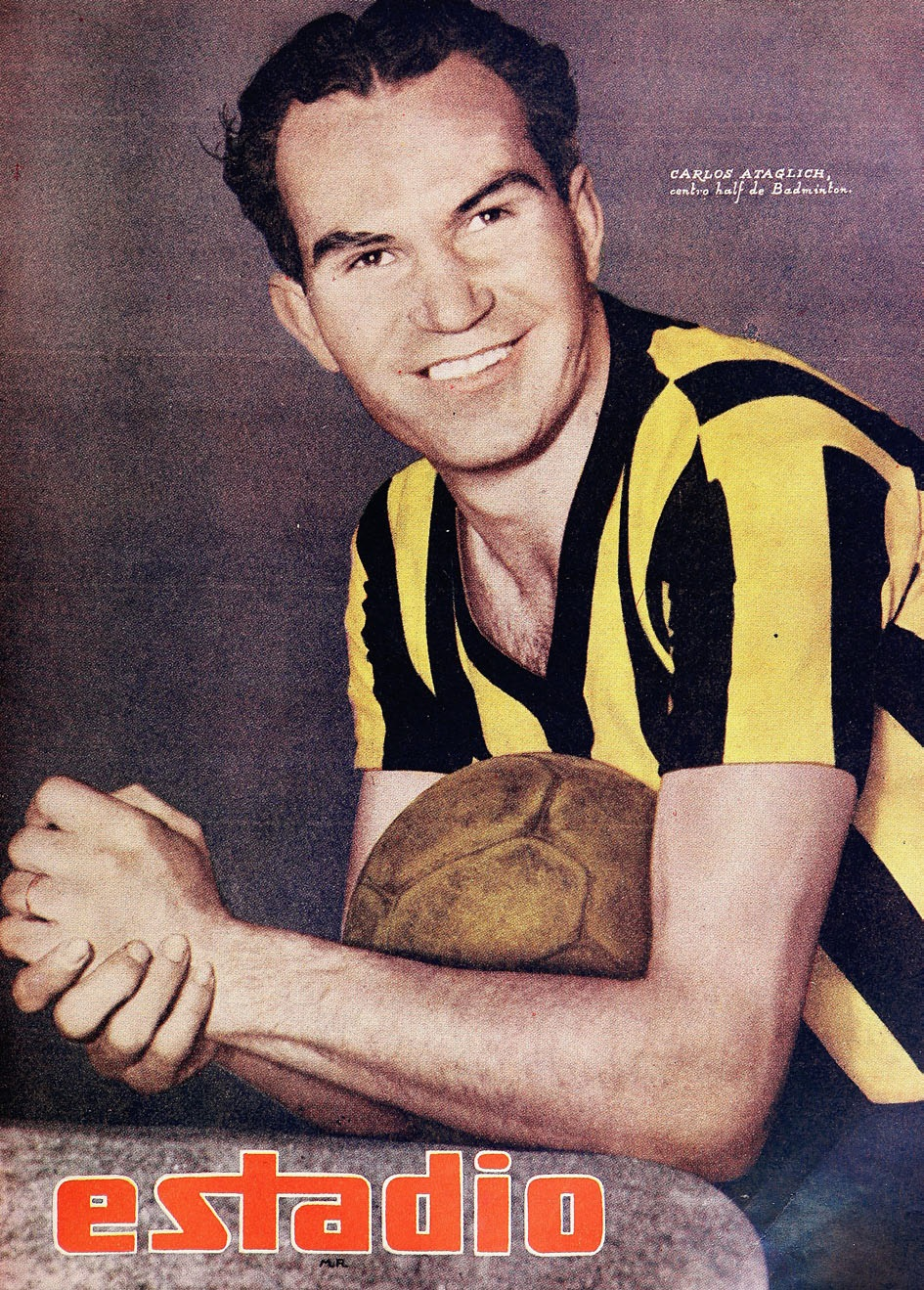
Carlos Atlagic, seleccionado chileno en el Campeonato Sudamericano 1945.

Durante los primeros años del profesionalismo el club se caracterizó por contener en su plantel exclusivamente futbolistas chilenos, la mayoría de ellos venidos desde fuera de Santiago, en especial de la ciudad de Iquique, en la zona norte del país. En 1945 el club terminó con esta tradición al contratar al uruguayo Tonnar y al argentino Flores.
El club aportó cuatro jugadores a la selección chilena, los que suman en total doce presentaciones con el equipo nacional. El primer convocado fue Leoncio Veloso, que actuó en tres encuentros del Campeonato Sudamericano 1926, realizado en los Campos de Sports de Ñuñoa de Santiago, mientras que el último seleccionado fue Carlos Atlagic, que disputó cuatro enfrentamientos del Campeonato Sudamericano 1945, con sede en el Estadio Nacional. Los otros dos convocados fueron Gustavo Pizarro en 1939 y Juan Muñoz en 1941.

## Entrenadores

### Cronología
- Máximo Garay (1942)
- Manuel Casals (1943)[46]
- Cirilo Costagliola (1944)[47]
- Máximo Garay (1945-1946)[48]
- Raúl Nattino (1946)[49]
- José Pérez (1947-1948)[50]
- Gustavo Pizarro (1948)[51]
- Miguel Mocciola (1948)[52]
- Amador Ramírez (1949)[53]

## Otras secciones deportivas

### Rama de atletismo
En la década de 1920, la rama deportiva de atletismo de Santiago Badminton logró que varios de sus asociados representaran con éxito al país en el extranjero; entre ellos, el campeón sudamericano en la prueba de salto de altura, Hernán Orrego, y Alfredo Ugarte, campeón chileno en el salto de altura sin impulso, quienes integraron la delegación chilena en los Juegos Olímpicos Latinoamericanos de Río de Janeiro, celebrados en septiembre de 1922. Otros de sus socios atletas que figuraron exitosamente en la rama fueron Benaprés, Acevedo, Moreno, Coopman Campos, entre otros.
En 1923, el presidente de la rama de atletismo fue Hernán Orrego. En esa temporada, el equipo participó en los torneos oficiales de la Asociación Atlética de Santiago.

## Palmarés

### Torneos locales oficiales
- Subcampeón de la División de Honor de la Asociación de Football de Santiago (1): 1930.
- Subcampeón de la Copa Arauco de la Segunda División de la Asociación de Football de Santiago (2): 1921,[54][55] 1923.[56]
- Subcampeón de la Copa Miguel Blanco de la Tercera División de la Asociación de Football de Santiago (1): 1918.[nota 1]
- Subcampeón de la Sección Chile de la Copa Miguel Blanco de la Tercera División de la Asociación de Football de Santiago (1): 1923.[nota 2]

### Torneos nacionales oficiales
- Torneo de Consuelo del Campeonato de Apertura de Chile (1): 1933.
- Subcampeón del Torneo de Consuelo del Campeonato de Apertura de Chile (1): 1949.

### Torneos de reserva oficiales
- Subcampeón de la Cuarta División de Honor de la Sección Profesional de la Asociación de Football de Santiago (1): 1934.

### Torneos nacionales amistosos
- Copa Los Sports (1): 1924.[58]